# Gðs (trigramme)
Cette page contient des caractères spéciaux ou non latins. S’ils s’affichent mal (▯, ?, etc.), consultez la page d’aide Unicode.
 (février 2025).
Motif : Où sont les sources secondaire et centrée sur le sujet ? Aucune source dans l'article
- Archive Wikiwix
- Bing
- Cairn
- DuckDuckGo
- E. Universalis
- Gallica
- Google
- G. Books
- G. News
- G. Scholar
- Persée
- Qwant
- (zh) Baidu
- (ru) Yandex
- (wd) trouver des œuvres sur Wikidata

| 1. | Préciser le motif de la pose du bandeau. | Précisez le motif de la pose du bandeau en utilisant la syntaxe suivante : {{admissibilité à vérifier\|date=juillet 2025\|motif=remplacez ce texte par le motif}}                    |
| 2. | Informer les utilisateurs concernés.     | Pensez à avertir le créateur de l'article, par exemple, en insérant le code ci-dessous sur sa page de discussion : {{subst:avertissement admissibilité à vérifier\|Gðs (trigramme)}} |

Gðs (minuscule gðs) est un trigramme de l'alphabet latin composé d'un G, d'un Ð et d'un S.

## Linguistique
- En islandais, le digramme « gðs » représente [ xs], notamment dans bragðs (saveur).

## Représentation informatique
Comme pour la majorité des digrammes, il n'existe aucun encodage de « gðs » sous la forme d'un seul signe. Il est toujours réalisé en accolant les lettres G, Ð et S.
Les caractères Unicode de Gðs sont 0047, 00F0 et 0073,.